# 三枝新十郎
三枝新十郎（さいぐさ しんじゅうろう、生没年不詳）は、戦国時代の武将。甲斐武田氏の家臣。『甲陽軍鑑』によれば奥近習であったという。三枝虎吉の弟。『寛永諸家系図伝』では実名を「守直」としているが、戦国時代における三枝氏の通字は「吉」であることが指摘される。永禄6年（1563年）以前に死去し、新十郎の子は虎吉・昌貞親子により養育されている。
『甲陽軍鑑』によれば新十郎は足軽大将の一人とされるが、これは子息にあたる人物を指していると考えられている。